# Watsons Creek Falls
Watsons Creek Falls – wodospad położony w Australii (Queensland), na rzece Watsons Creek, wysokości 150 metrów.